# Cipriano de Portocarrero
Cipriano de Palafox y Portocarrero (Madrid, 15 settembre 1784 – Madrid, 15 marzo 1839) fu un Grande di Spagna, padre dell'imperatrice Eugenia.

## Biografia

### Infanzia
Era il sesto figlio di Don Felipe de Palafox y Croy de Havre (1739-1790) e di María Francisca de Sales Portocarrero de Guzman y Zuñiga (1754-1808), decima marchesa di La Algaba, sesta contessa di Montijo, ottava contessa di Baños, quinta contessa di Fuentedueña, sedicesima contessa di Teba, undicesima marchesa di Barcarrota, sesta marchesa di Castañeda, sesta marchesa di Osera, settima marchesa di Valderrábano, undicesima marchesa de Villanueva del Fresno, settantanovesima dama del Reale Ordine di Maria Luisa di Spagna. Cipriano ebbe i titoli di conte di Ablitas e di undicesimo duca di Peñaranda de Duero; nel 1834 alla morte del fratello maggiore, Eugénio de Palafox y Portocarrero, ottenne anche i titoli di ottavo conte di Montijo, diciottesimo conte di Teba, diciassettesimo marchese di Ardales, tredicesimo marchese di La Algaba, diciassettesimo marchese di Moya.

### Matrimonio

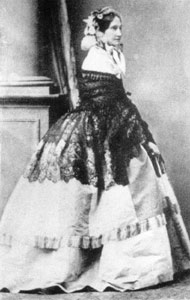
María Manuela Kirkpatrick

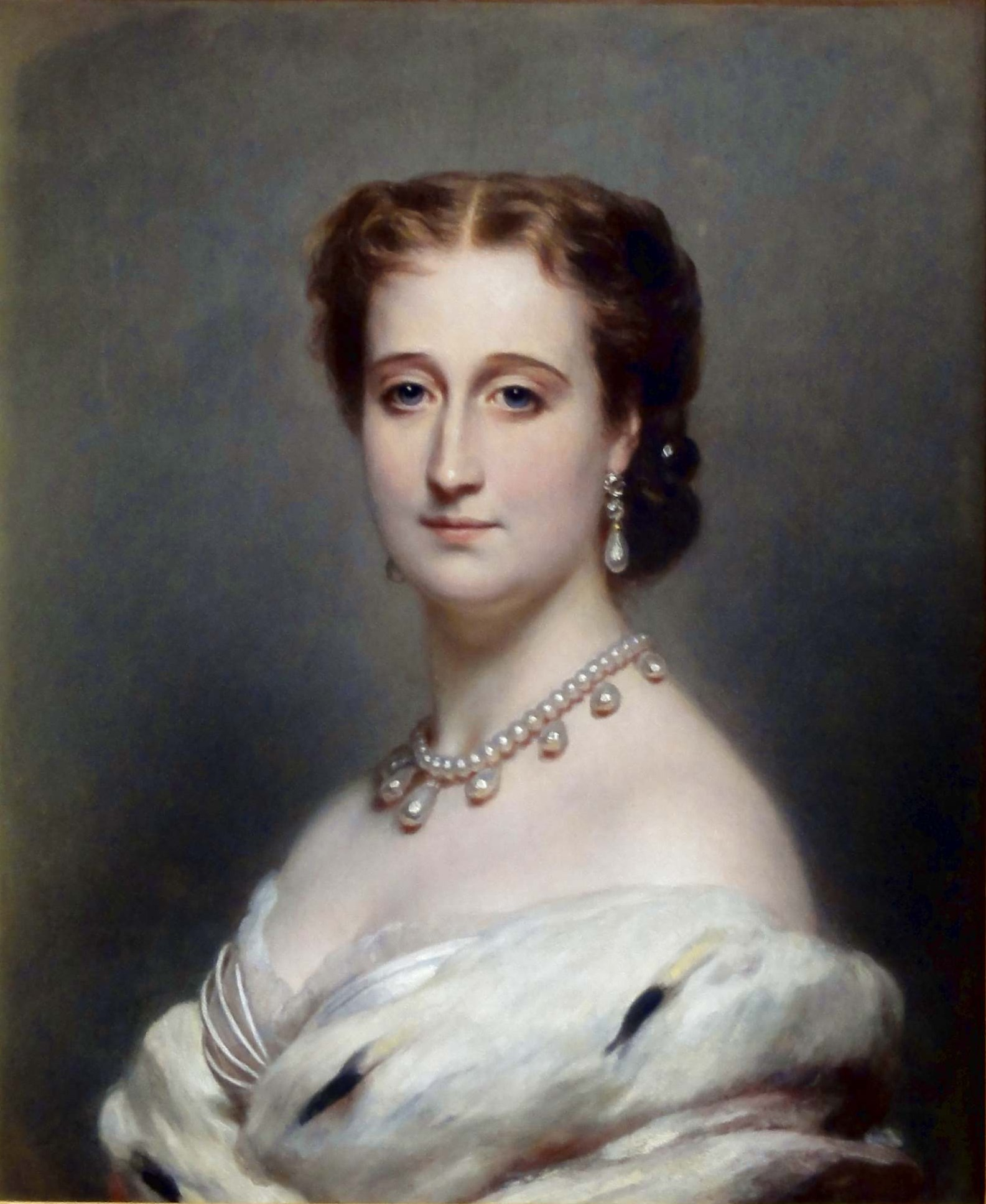
Eugenia de Montijo, imperatrice dei Francesi

Don Cipriano era legato all'ambiente intellettuale francese e durante le guerre napoleoniche combatté a fianco dell'imperatore Napoleone I. Il 15 dicembre 1817 sposò una borghese spagnola, María Manuela Kirkpatrick, figlia di uno scozzese espatriato, William Kirkpatrick, un mercante di vino e console degli Stati Uniti d'America a Malaga (in Spagna), e di una donna fiamminga, Doňa Francesca Grivegnée. La coppia ebbe tre figli.

### Morte
Anche dopo la caduta del Primo impero francese, i rapporti tra Cipriano e la Francia non si interruppero: le due figlie vi si trasferirono negli anni '30 per studiare a Parigi, nel celebre collegio del Sacro Cuore. Don Cipriano non visse abbastanza da vedere l'apogeo della sua famiglia: la morte lo colse nel 1839, nel 1853 sua figlia Eugenia sarebbe salita sul trono.

## Discendenza
Dal matrimonio tra Don Cipriano e María Manuela Kirkpatrick nacquero:
- María Francisca de Palafox y Portocarrero de Guzmán y Kirkpatrick (1825-1860), dodicesima duchessa di Peñaranda, nota come Paca, che ereditò gran parte dei beni di famiglia.
- María Eugenia de Palafox y Portocarrero de Guzmán y Kirkpatrick (1826-1920), decima contessa di Montijo, sposò Napoleone III di Francia e divenne imperatrice.
- Un maschio, nato dopo Eugenia e morto bambino, di cui è noto il soprannome, Paco.

## Ascendenza
|                                                          |                                                        |                                                   | Genitori                                    |  |  | Nonni |  |  | Bisnonni                                |  |  | Trisnonni                      |  |
|                                                          |                                                        |                                                   |                                             |  |  |       |  |  | Juan Antonio de Palafox y Zúñiga Dávila |  |  | Francisco de Palafox y Cardona |  |
|                                                          |                                                        |                                                   |                                             |  |  |       |  |  | Juan Antonio de Palafox y Zúñiga Dávila |  |  | Francisco de Palafox y Cardona |  |
|                                                          |                                                        | Francisca de Zúñiga Dávila y Guzmán               |                                             |  |  |       |  |  | Juan Antonio de Palafox y Zúñiga Dávila |  |  |                                |  |
| Joaquín Antonio de Palafox y Centurión                   |                                                        |                                                   |                                             |  |  |       |  |  | Juan Antonio de Palafox y Zúñiga Dávila |  |  |                                |  |
|                                                          |                                                        | Francisca Josefa Centurión y Carillo              | Francisco Cecilio Centurión y Centurión     |  |  |       |  |  |                                         |  |  |                                |  |
|                                                          |                                                        | Francisca Josefa Centurión y Carillo              | Francisco Cecilio Centurión y Centurión     |  |  |       |  |  |                                         |  |  |                                |  |
|                                                          |                                                        | Francisca Josefa Centurión y Carillo              | Marquesa Luisa de Carillo y Portocarreo     |  |  |       |  |  |                                         |  |  |                                |  |
| Felipe Antonio de Palafox y Croÿ                         |                                                        | Francisca Josefa Centurión y Carillo              |                                             |  |  |       |  |  |                                         |  |  |                                |  |
|                                                          |                                                        | Jean-Baptiste de Croÿ-Solre                       | Ferdinand-François de Croÿ-Solre            |  |  |       |  |  |                                         |  |  |                                |  |
|                                                          |                                                        | Jean-Baptiste de Croÿ-Solre                       | Ferdinand-François de Croÿ-Solre            |  |  |       |  |  |                                         |  |  |                                |  |
|                                                          |                                                        | Jean-Baptiste de Croÿ-Solre                       | Marie Joséphine Barbe de Hallewijn          |  |  |       |  |  |                                         |  |  |                                |  |
| Marienne Charlotte de Croÿ                               |                                                        | Jean-Baptiste de Croÿ-Solre                       |                                             |  |  |       |  |  |                                         |  |  |                                |  |
|                                                          |                                                        | Maria Anna Cesarina Montefeltro della Rovere      | Antonio Lante Montefeltro della Rovere      |  |  |       |  |  |                                         |  |  |                                |  |
|                                                          |                                                        | Maria Anna Cesarina Montefeltro della Rovere      | Antonio Lante Montefeltro della Rovere      |  |  |       |  |  |                                         |  |  |                                |  |
|                                                          |                                                        | Maria Anna Cesarina Montefeltro della Rovere      | Louise Angelique Charlotte de La Trémouille |  |  |       |  |  |                                         |  |  |                                |  |
| Cipriano de Palafox y Portocarrero                       |                                                        | Maria Anna Cesarina Montefeltro della Rovere      |                                             |  |  |       |  |  |                                         |  |  |                                |  |
|                                                          | Cristóbal Gregorio Portocarrero y Funes de Villalpando | Cristóbal Portocarrero de Guzmán                  |                                             |  |  |       |  |  |                                         |  |  |                                |  |
|                                                          | Cristóbal Gregorio Portocarrero y Funes de Villalpando | Cristóbal Portocarrero de Guzmán                  |                                             |  |  |       |  |  |                                         |  |  |                                |  |
|                                                          | Cristóbal Gregorio Portocarrero y Funes de Villalpando | María Regalado Funes de Villalpando y Monroy      |                                             |  |  |       |  |  |                                         |  |  |                                |  |
| Cristóbal Portocarrero y Fernández de Córdova            | Cristóbal Gregorio Portocarrero y Funes de Villalpando |                                                   |                                             |  |  |       |  |  |                                         |  |  |                                |  |
|                                                          |                                                        | María Dominga Fernández de Córdoba y Portocarrero | Antonio Ferández de Córdoba y Figueroa      |  |  |       |  |  |                                         |  |  |                                |  |
|                                                          |                                                        | María Dominga Fernández de Córdoba y Portocarrero | Antonio Ferández de Córdoba y Figueroa      |  |  |       |  |  |                                         |  |  |                                |  |
|                                                          |                                                        | María Dominga Fernández de Córdoba y Portocarrero | Catalina de Guzmán                          |  |  |       |  |  |                                         |  |  |                                |  |
| María Francisca de Sales Portocarrero de Guzmán y Zúñiga |                                                        | María Dominga Fernández de Córdoba y Portocarrero |                                             |  |  |       |  |  |                                         |  |  |                                |  |
|                                                          |                                                        | Antonio López de Zúñiga Chaves Chacón             | Joaquín José de Zúñiga Chaves Chacón        |  |  |       |  |  |                                         |  |  |                                |  |
|                                                          |                                                        | Antonio López de Zúñiga Chaves Chacón             | Joaquín José de Zúñiga Chaves Chacón        |  |  |       |  |  |                                         |  |  |                                |  |
|                                                          |                                                        | Antonio López de Zúñiga Chaves Chacón             | Isabel Rosa de Ayala                        |  |  |       |  |  |                                         |  |  |                                |  |
| María Josefa López de Zuñiga y Pacheco                   |                                                        | Antonio López de Zúñiga Chaves Chacón             |                                             |  |  |       |  |  |                                         |  |  |                                |  |
|                                                          |                                                        | María Teresa Pacheco Téllez-Girón                 | Manuel Gaspar Téllez-Girón Pacheco          |  |  |       |  |  |                                         |  |  |                                |  |
|                                                          |                                                        | María Teresa Pacheco Téllez-Girón                 | Manuel Gaspar Téllez-Girón Pacheco          |  |  |       |  |  |                                         |  |  |                                |  |
|                                                          |                                                        | María Teresa Pacheco Téllez-Girón                 | Josefa Antonia de Toledo y Portugal         |  |  |       |  |  |                                         |  |  |                                |  |
|                                                          |                                                        | María Teresa Pacheco Téllez-Girón                 |                                             |  |  |       |  |  |                                         |  |  |                                |  |